# Rhypotoses brooksi
Rhypotoses brooksi är en fjärilsart som beskrevs av Collenette 1953. Rhypotoses brooksi ingår i släktet Rhypotoses och familjen tofsspinnare. Inga underarter finns listade.